# Exosphaeroma porrectum
Exosphaeroma porrectum är en kräftdjursart som beskrevs av Barnard. Exosphaeroma porrectum ingår i släktet Exosphaeroma och familjen klotkräftor. Inga underarter finns listade i Catalogue of Life.